# أرت ولف
أرت ولف (بالإنجليزية: Art Wolfe)‏ هو مصور أمريكي، ولد في 13 سبتمبر 1951 في سياتل في الولايات المتحدة.

## وصلات خارجية
- الموقع الرسمي
- أرت ولف على موقع IMDb (الإنجليزية)
- أرت ولف على موقع ميوزك برينز (الإنجليزية)